# Трипсин
Трипсин (КФ 3.4.21.4) — фермент, серинова протеаза, знайдена в травній системі тварин (виділяється разом із панкреатичним соком у тонку кишку), де вона руйнує білки. Трипсин переважно руйнує пептидні зв'язки на карбоксильній стороні амінокислот лізину й аргініну, крім випадків, коли за ними слідує пролін. Трипсин широко використовується для ряду штучних біотехнологічних процесів. Процес дії цього ферменту називається трипсиновим протеолізом або трипсинізацією, а зруйновані ним білки — трипсинізованими.
У людини наявні 3 гени, які кодують ферменти з трипсиновою активністю: PRSS1, PRSS2, PRSS3.